# 가토 지히로
가토 지히로(일본어: 加藤 千尋, 1998년 12월 12일~)는 일본의 축구 선수이다.

## 구단 경력
그는 2021년 J1리그의 베갈타 센다이에 입단했다. 2021년후 J2리그에 강등했다. 2023년까지 81경기에 출전하여, 4득점을 넣었다. 2024년 몬테디오 야마가타로 이적했다. 2025년 6월 미토 홀리호크로 이적했다.